# کووالوو-سکوروپکی
کووالوو-سکوروپکی (به لهستانی:  Kowalewo-Skorupki) یک روستا در لهستان است که در گمینا گوزدووو واقع شده‌است.
 کووالوو-سکوروپکی  ۷۰ نفر جمعیت دارد.